# Otto Schläpfer
Otto Schläpfer (* 11. März 1931 in Davos; † 2015) war ein Schweizer Eishockeyspieler und -trainer.

## Karriere
Schläpfer, der auf der Position des Centers agierte, war nachweislich mindestens von 1953 bis 1962 für den Zürcher SC in der Nationalliga A aktiv. Sein grösster Erfolg mit den Zürchern war – als Mannschaftskapitän – der Gewinn der Schweizer Meisterschaft in der Saison 1960/61. Der Mittelstürmer hatte, inzwischen als Spielertrainer tätig, mit 26 Toren und insgesamt 32 Scorerpunkten massgeblich zu diesem Erfolg beigetragen. Eine weitere Station seiner Spielerkarriere war der Lausanne HC.
Als Cheftrainer stand er von 1963 bis 1966 beim EHC Kloten in der Nationalliga A hinter der Bande.

### International
Schläpfer stand für die Schweiz bei zahlreichen internationalen Turnieren auf dem Eis, insgesamt bei fünf Weltmeisterschaften und zwei Olympischen Winterspielen, 1952 – bei der die Schweiz den fünften Platz belegte – und 1956. Insgesamt kam der Davoser zu 13 Einsätzen bei olympischen Turnieren und erzielte zwei Tore.